# Superno
Superno es una película de ciencia ficción y suspenso psicológico etíope-chilena de 2021 escrita, dirigida, producida y editada por Abel Mekasha en su debut como director. Protagonizada por Esubalew Nasir. La película fue preseleccionada para representar a Chile en la categoría Mejor Película Internacional en la 94.ª edición de los Premios Óscar, pero no fue seleccionada.

## Sinopsis
Una persona se encuentra dentro de un ambiente solitario, cree estar secuestrado, pero no, frente a él hay un teléfono como única manera de comunicación.

## Reparto
- Esubalew Nasir
- Debre Libanos